# Église Sainte-Marthe de Naples
L'église Sainte-Marthe est une église de Naples située au croisement de la via Benedetto Croce et de la via San Sebastiano. Elle dépend de l'archidiocèse de Naples et elle est dédiée à sainte Marthe.

## Histoire
L'église est bâtie au début du XVe siècle à l'initiative de Marguerite de Durazzo et construite probablement par Andrea Ciccione. Elle est administrée par la confraternité des disciplinés de Sainte Marthe, confraternité laïque aristocratique dont faisaient partie les vice-rois et de hauts membres de l'aristocratie napolitaine. Au XVIIe siècle, la confraternité tombe en décadence et l'église est gérée par cinq maîtres élus par le peuple qui instituent dès lors une dot pour les jeunes filles pauvres. 
Une première restauration a lieu en 1646, mais l'église est semi-détruite un an plus tard par un incendie en pleine révolte de Masaniello. L'église est restaurée à nouveau en 1650 sur les fonds du prince de Filomarino della Rocca dont le palais se trouvait en face, et administrée par la confraternité de Sainte Marthe qui la réaménage en 1715. Le roi Ferdinand Ier des Deux-Siciles dissout la confraternité en 1817. L'église Sainte-Marthe passe alors à la confraternité de la Nativité de la Vierge qui procède à de grands travaux de rénovation au milieu du XIXe siècle, mais qui font disparaître presque toute la décoration baroque.
Aujourd'hui l'église n'est ouverte que quelques jours dans l'année, surtout à la période de Noël où l'on peut admirer des stucs du XVIIe siècle, mais nécessitant d'être restaurés.

## Description

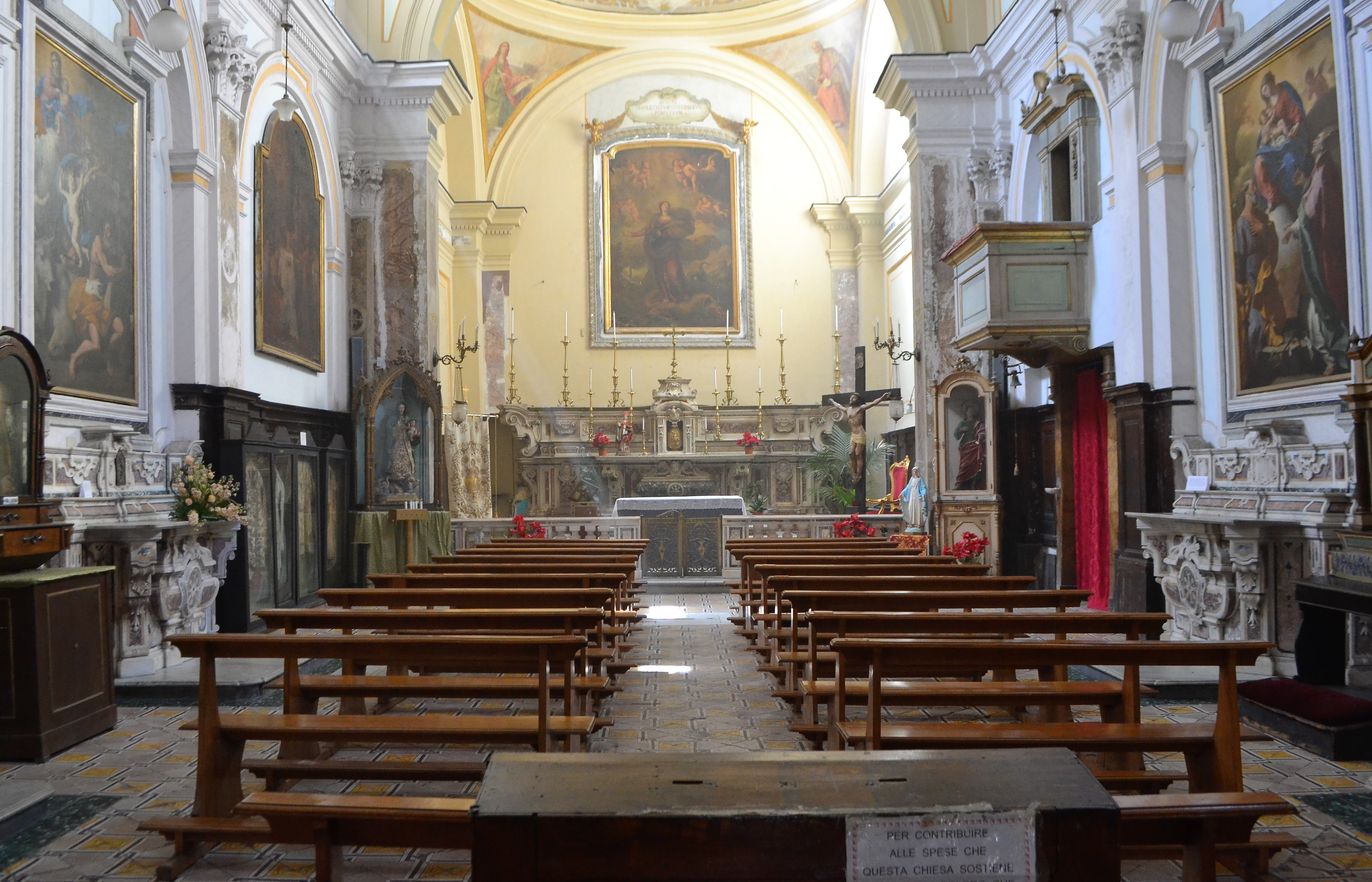
Intérieur de l'église.

La façade donne sur la via San Sebastiano où l'on peut admirer son portail du XVe siècle dont l'arc surbaissé est d'inspiration catalane. Le côté donnant sur la via Benedetto Croce présente des fenêtres à lancette  du gothique tardif murées par la suite.
L'intérieur est à nef unique avec une coupole centrale ; le décor date surtout du XIXe siècle. De petits espaces latéraux servent de chapelles avec des autels de marbre du XVIIIe siècle. Au-dessus du maître-autel du XVIIe siècle, on remarque un grand tableau figurant Sainte Marthe d'Andrea Vaccaro aidé de son fils Nicola. D'autres tableaux sont de la main de maîtres napolitains, comme Salvatore Giusti (Nativité de la Vierge), Pacecco de Rosa (Vierge à l'Enfant), Francesco Guarino, Andrea d'Aste ou Giovanni Battista Lama. Une toile d'un auteur inconnu représentant Saint Luc est datée de 1651.